# Tillandsia 'Richard Oeser'
Tillandsia 'Richard Oeser' es un  cultivar híbrido del género Tillandsia perteneciente a la familia  Bromeliaceae.
Es un híbrido creado en el año 1985 con las especies Tillandsia ionantha × Tillandsia  brachycaulos